# Azeta continuens
Azeta continuens là một loài bướm đêm trong họ Erebidae.